# دولان إليس
دولان إليس (بالإنجليزية: Dolan Ellis)‏ هو مغن مؤلف أمريكي، ولد في 1 مارس 1935 في كانساس في الولايات المتحدة.

## وصلات خارجية
- دولان إليس على موقع IMDb (الإنجليزية)
- دولان إليس على موقع ميوزك برينز (الإنجليزية)